# گیربکس پولادین پارت
الگو:شرکت
صنایع گیربکس پولادین پارت یکی از شرکت‌های فعال در زمینه تولید گیربکس صنعتی در ایران است که در سال ۱۳۸۰ تأسیس شد. این شرکت در شهرک صنعتی پرند مستقر می‌باشد.

## تاریخچه
بر اساس گزارش خبرگزاری ایلنا، این شرکت در سال ۱۳۹۵ با انتقال خط تولید به شهرک صنعتی پرند، توسعه یافت.

## فعالیت‌ها
طبق گزارش روزنامه دنیای اقتصاد، این شرکت در زمینه تولید انواع گیربکس‌های صنعتی فعالیت دارد:
- گیربکس‌های هلیکال
- گیربکس‌های طرح SEW
- گیربکس‌های صنعتی سنگین

## رویدادها
این شرکت در نمایشگاه بین‌المللی صنعت و معدن سال ۱۴۰۱ حضور داشته است.